# Oscar Móvil
hijos thiago junior movi
Oscar Javier Móvil (Riohacha, La Guajira, Colombia; 1 de mayo de 1987) es un futbolista colombiano. Juega de delantero y actualmente milita en el Municipal Pérez Zeledón de la Primera División de Costa Rica.

## Trayectoria
Oscar marcó un gol con el Pacífico F.C. en la Copa Colombia 2011, en la última fecha de dicho torneo. El gol fue contra Depor Aguablanca.
En el Campeonato Descentralizado 2012 peruano, anotó un gol. Fue ante Real Garcilaso en la fecha 3, que culminó con empate 2-2 en Ayacucho. Aquel año participó de la Copa Sudamericana 2012.
El 4 de enero de 2018 es presentado como nuevo jugador del Universidad SC de la Segunda División de Guatemala.

## Clubes
| Club                      | País           | Año             |
| ------------------------- | -------------- | --------------- |
| Patriotas Boyacá          | Colombia       | 2007            |
| Alianza Petrolera         | Colombia       | 2010            |
| Academia Compensar        | Colombia       | 2011            |
| Pacífico Buenaventura     | Colombia       | 2011            |
| Inti Gas                  | Perú           | 2012            |
| Fortaleza CEIF            | Colombia       | 2013            |
| Atlético Minero           | Perú           | 2013            |
| Zulia FC                  | Venezuela      | 2014            |
| Real Estelí               | Nicaragua      | 2015            |
| Boyacá Chicó              | Colombia       | 2015            |
| Sonsonate                 | El Salvador    | 2016            |
| San Francisco             | Panamá         | 2016            |
| Municipal Limeño          | El Salvador    | 2017            |
| Universidad SC            | Guatemala      | 2018            |
| Santa Lucía Cotzumalguapa | Guatemala      | 2018            |
| Golden State Force        | Estados Unidos | 2019            |
| Real Sociedad             | Honduras       | 2019 -2021      |
| Municipal Pérez Zeledón   | Costa Rica     | 2021 - presente |

### Distinciones individuales
| Distinción                                         | Año  |
| -------------------------------------------------- | ---- |
| Máximo goleador del Torneo - Premios Pasión Limeña | 2017 |